# Coppa di Finlandia (calcio femminile)
La Coppa di Finlandia, ufficialmente Naisten Suomen Cup (in lingua finlandese, Finlands cup för damer in svedese), è la coppa nazionale riservata alle squadre di calcio femminile della Finlandia. Assegnata dalla Federcalcio finlandese (SPL/FBF) dal 1981, è l'equivalente femminile della Suomen Cup.

## Albo d'oro
Lista delle finali, come da sito RSSSF.com:
| Anno      | Vincitore            | Risultato           | Finalista             | Località                    | Località  | Spettatori |
| Anno      | Vincitore            | Risultato           | Finalista             | Stadio                      | Città     | Spettatori |
| --------- | -------------------- | ------------------- | --------------------- | --------------------------- | --------- | ---------- |
| 1981      | HJK                  | 0–0 (dts) (4-3 dtr) | Kemin Into            | Töölön pallokenttä          | Helsinki  | 265        |
| 1982      | Kemin Into           | 2–1                 | Turun Pyrkivä         | Kupittaan jalkapallostadion | Turku     |            |
| 1983      | Puotinkylän Valtti   | 4–1                 | Koparit               | Stadio Olimpico             | Helsinki  | 800        |
| 1984      | HJK                  | 2-0                 | Kemin Into            | Stadio Olimpico             | Helsinki  | 500        |
| 1985      | HJK                  | 3–0                 | Puotinkylän Valtti    | Stadio Olimpico             | Helsinki  | 500        |
| 1986      | HJK                  | 3–0                 | Herttoniemen Toverit  | Stadio Olimpico             | Helsinki  | 300        |
| 1987      | Herttoniemen Toverit | 5–1                 | Turun Pyrkivä         | Stadio Olimpico             | Helsinki  | 1 000      |
| 1988      | Herttoniemen Toverit | 2–1                 | HJK                   | Stadio Olimpico             | Helsinki  | 733        |
| 1989      | Herttoniemen Toverit | 1–0                 | PP-Futis              | Stadio Olimpico             | Helsinki  | 800        |
| 1990      | Helsinki United      | 3–2                 | Kontulan Urheilijat   | Stadio Olimpico             | Helsinki  | 520        |
| 1991      | HJK                  | 2–2 (dts) (3-2 dtr) | Ilves                 | Stadio Olimpico             | Helsinki  | 500        |
| 1992      | HJK                  | 2–1 (dts)           | Kontulan Urheilijat   | Stadio Olimpico             | Helsinki  | 521        |
| 1993      | HJK                  | 4–0                 | Kontulan Urheilijat   | Leppävaaran urheilupuisto   | Espoo     | 288        |
| 1994      | Turun Pyrkivä        | 2–0                 | HJK                   |                             | Turku     | 250        |
| 1995      | Kontulan Urheilijat  | 3–0                 | Tikkurilan Palloseura | Stadio Olimpico             | Helsinki  | 1 381      |
| 1996      | PuiU                 | 2–1                 | HJK                   | Leppävaaran urheilupuisto   | Espoo     |            |
| 1997      | MPS                  | 3–1 (dts)           | Ilves                 | Töölön pallokenttä          | Helsinki  | 200        |
| 1998      | HJK                  | 3–1                 | MPS                   | Töölön pallokenttä          | Helsinki  | 250        |
| 1999      | HJK                  | 3–1                 | FC United             | Tammelan stadion            | Tampere   |            |
| 2000      | HJK                  | 3–0                 | FC United             | Myyrmäen jalkapallostadion  | Vantaa    | 442        |
| 2001      | FC United            | 2–1                 | HJK                   | Talin jalkapallohalli       | Helsinki  | 161        |
| 2002      | HJK                  | 3–0                 | FC United             | Myyrmäen jalkapallostadion  | Vantaa    | 384        |
| 2003      | MPS                  | 1–0                 | HJK                   | Töölön jalkapallostadion    | Helsinki  |            |
| 2004      | FC United            | 1–0                 | HJK                   | Töölön jalkapallostadion    | Helsinki  | 510        |
| 2005      | FC United            | 1–0                 | Espoo                 | Töölön jalkapallostadion    | Helsinki  | 442        |
| 2006      | HJK                  | 3–0                 | FC United             | Töölön jalkapallostadion    | Helsinki  | 886        |
| 2007      | HJK                  | 3–1 (dts)           | Honka                 | Töölön jalkapallostadion    | Helsinki  | 365        |
| 2008      | HJK                  | 3–1                 | Kuusysi               | Töölön jalkapallostadion    | Helsinki  | 370        |
| 2009      | Honka                | 1–0                 | HJK                   | Töölön jalkapallostadion    | Helsinki  |            |
| 2010      | HJK                  | 2–1                 | Ilves                 | Töölön jalkapallostadion    | Helsinki  | 437        |
| 2011      | PK-35 Vantaa         | 2–0                 | Ilves                 | Töölön jalkapallostadion    | Helsinki  | 419        |
| 2012      | PK-35 Vantaa         | 2–1                 | Pallokissat           | Töölön jalkapallostadion    | Helsinki  | 358        |
| 2013      | PK-35 Vantaa         | 2–0                 | HJK                   | Töölön jalkapallostadion    | Helsinki  | 391        |
| 2014      | Honka                | 2–1 (dts)           | Ilves                 | Töölön jalkapallostadion    | Helsinki  | 1 439      |
| 2015      | Honka                | 4–3                 | HJK                   | Töölön jalkapallostadion    | Helsinki  | 1 822      |
| 2016      | PK-35 Vantaa         | 2–0                 | Honka                 | Harjun stadion              | Jyväskylä |            |
| 2017      | HJK                  | 1–0                 | PK-35 Vantaa          | Myyrmäen jalkapallostadion  | Vantaa    | 250        |
| 2019      | HJK                  | 1–0                 | Åland United          | Töölön jalkapallostadion    | Helsinki  | 686        |
| 2019-2020 | Åland United         | 2–1                 | TiPS                  | Myyrmäen jalkapallostadion  | Vantaa    | 525        |
| 2021      | Åland United         | 1–1 (dts) (4-2 dtr) | PK-35 Vantaa          | Stadio Olimpico             | Helsinki  | 506        |
| 2022      | Åland United         | 2–0                 | HJK                   | Stadio Olimpico             | Helsinki  | 1 291      |
| 2023      | KuPS                 | 5–0                 | HJK                   | Stadio Olimpico             | Helsinki  | 1 382      |
| 2024      | HJK                  | –                   | Honka                 | Tammelan stadion            | Tampere   |            |